# Fulminát draselný
Fulminát draselný je iontová anorganická sloučenina se vzorcem KCNO, obsahuje K+ (draselný) kation a fulminátový (CNO−) anion. Používá se výhradně jako zápalka ke starším typům pušek. Obvykle se vyrábí reakcí draslíkového amalgámu s fulminátem rtuťnatým v suchém ethanolu. Fulminát draselný je mnohem méně citlivý, protože na rozdíl od fulminátu rtuťnatého je mezi uhlíkem a draslíkem vazba iontová (v porovnání se slabou kovalentní vazbou mezi rtutí a uhlíkem u fulminátu rtuťnatého).